# Onthophagus phrixus
Onthophagus phrixus är en skalbaggsart som beskrevs av Vladimir Balthasar 1969. Onthophagus phrixus ingår i släktet Onthophagus och familjen bladhorningar. Inga underarter finns listade i Catalogue of Life.